# توموكي موراماتسو
توموكي موراماتسو (باليابانية: 村松 知輝) (مواليد 10 يوليو 1990)، هو لاعب كرة قدم ياباني سابق كان يلعب كمهاجم.

## وصلات خارجية
- توموكي موراماتسو على موقع رابطة كرة القدم اليابانية للمحترفين (اليابانية)
- توموكي موراماتسو على موقع قاعدة بيانات كرة القدم.إي يو (الإنجليزية)
- توموكي موراماتسو على موقع Soccerway.com (الإنجليزية)
- توموكي موراماتسو على موقع كووورة